# Build Bright United FC
Build Bright United FC is een voetbalclub uit Phnom Penh, Cambodja. Het speelt in de Cambodjaanse voetbalcompetitie. De club werkt zijn wedstrijden af in het Phnom Penh National Olympic Stadium.